# Polysyncraton meandratum
Polysyncraton meandratum är en sjöpungsart som beskrevs av Monniot 1993. Polysyncraton meandratum ingår i släktet Polysyncraton och familjen Didemnidae. Inga underarter finns listade i Catalogue of Life.